# Кедровка (Таштагольський район)
Ке́дровка (рос. Кедровка) — селище у складі Таштагольського району Кемеровської області, Росія. Входить до складу Теміртауського міського поселення.

## Населення
Населення — 18 осіб (2010; 19 у 2002).
Національний склад (станом на 2002 рік):
- росіяни — 90 %